# Live (álbum de Fleetwood Mac)
Live é um álbum ao vivo duplo da banda anglo-americana de rock Fleetwood Mac, lançado em dezembro de 1980.
Foi o primeiro disco ao vivo lançado pela chamada formação clássica da banda (o segundo, The Dance, saiu somente em 1997) e foi gravado durante as turnês dos álbuns Rumours (1977) e Tusk (1979).

## Faixas
Disco 1
1. "Monday Morning" (Buckingham) - 3:51
2. "Say You Love Me" (McVie) - 4:18
3. "Dreams" (Nicks) - 4:18
4. "Oh Well" (Green) - 3:23
5. "Over & Over" (McVie) - 5:01
6. "Sara" (Nicks) - 7:23
7. "Not That Funny" (Buckingham) - 9:04
8. "Never Going Back Again" (Buckingham) - 4:13
9. "Landslide" (Nicks) - 4:33

Disco 2
1. "Fireflies" (Nicks) - 4:37
2. "Over My Head" (McVie) - 3:27
3. "Rhiannon" (Nicks) - 7:43
4. "Don't Let Me Down Again" (Buckingham) - 3:57
5. "One More Night" (McVie) - 3:43
6. "Go Your Own Way" (Buckingham) - 5:44
7. "Don't Stop" (McVie) - 4:05
8. "I'm So Afraid" (Buckingham) - 8:28
9. "The Farmer's Daughter" (Wilson, Love) - 2:25